# Đạo Đức Thiên Tôn

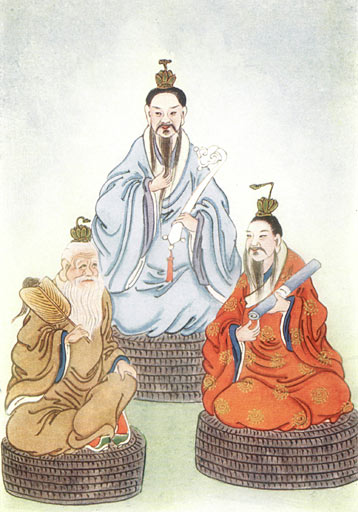
Tranh vẽ Thái Thượng Lão Quân

Thái Thượng Lão Quân  (太上老君) là tôn hiệu một vị thần tiên tối cao trong Đạo giáo Trung Quốc, là một trong Tam Thanh. 
Thông thường Thái Thượng Lão Quân được đồng nhất với Lão Tử, tuy nhiên trong Đạo giáo thì Lão Tử chỉ là một hoá thân giáng trần của Thái Thượng Lão Quân.

## Thần thoại
Trong thần thoại Đạo giáo, thì Thái Thượng Lão Quân có trước cả trời đất, chính là nguyên khí thời hỗn mang ngưng kết mà thành, chỉ sau Nguyên Thủy Thiên Vương mà thôi. Thái Thượng Lão Quân giáng sinh vào đời Chu chính là Lão Tử, viết Đạo Đức Kinh, được Đạo giáo tôn là Giáo chủ, Đạo tổ.
Thái Thượng Lão Quân ở tại cung Đâu Suất, tại tầng trời thứ 33. Trong cung Đâu Suất có lò Bát quái là nơi luyện các loại tiên đơn thánh thủy để trường sinh bất tử.
Trong Tam Thanh, thì Thái Thượng Lão Quân ở ngôi vị Thái Thanh.

## Tôn hiệu
- Đạo Đức Thiên Tôn (Đây là tôn hiệu chính thức trong Tam Thanh)
- Vô cực chí tôn
- Vô cực lão tổ
- Hỗn Nguyên Lão Quân
- Thái Thanh Đại đế
- Hàng Sinh Thiên Tôn
- Thái Thanh Cao Thánh Hư Vô Chí Tôn Thái Thượng Ngọc Thần Nguyên Hoàng Đại Đạo Quân

Cõi của Thái Thượng Lão Quân ngự gọi là Thanh Cảnh.

## Trong tạo hình
Tạo hình Thái Thượng Lão Quân trong điện thờ là một ông già râu bạc, tay cầm cây quạt ba tiêu, hoặc một đồ hình Bát quái. Thái Thượng Lão Quân ngồi bên trái của Nguyên Thủy Thiên Tôn, bên kia là Linh Bảo Thiên Tôn.

### Pháp Bảo Thái Thượng Lão Quân
Trong Tây du ký ,Thái Thượng Lão Quân có những bảo bối gồm  
- Quạt Ba Tiêu: Quạt có công năng vô cùng vô tận có thể thể biến to thu nhỏ, quạt một cái thì lửa tắt, quạt hai cái thì sanh gió, quạt ba cái thì mưa xuống. Khi quạt nhằm con người có thể khiến đối thủ bay xa tới ngàn dặm mới ngừng.[1]
- Dây Thừng Hoàng Kim:là một bảo bối lợi hại, có khả năng trói buộc và siết chặt bất kỳ ai hoặc vật gì, và có thể tự điều chỉnh kích thước để phù hợp với đối tượng bị trói[2]
- Hồ Lô Tử Kim: Hồ lô này có khả năng đặc biệt là khi gọi tên ai đó, nếu người đó trả lời sẽ bị hút vào bên trong, và sau một thời gian ngắn sẽ hóa thành máu[3]
- Ngọc Tịnh Bình:Chứa đựng và ban phát nước Cam Lộ, có khả năng chữa lành vết thương, hồi sinh cây cối và thậm chí làm sống lại những thứ đã chết.[4]
- Kim Cương Trác(Kim Cang Trác) : là cái vòng không bị ảnh hưởng bởi ngũ hành, và có thể hút bất kỳ loại binh khí nào ngoài ra cái vòng rất cứng có thể tấn công,như lần Thái Thượng Lão Quân ném Vòng này vào đầu Tôn Ngộ Không khi Tôn Ngộ Không Đang giao chiến bất phân thắng bại với Nhị lang thần ,Khiến Tôn Ngộ Không ngất dù cơ thể bất hoại ,Lão Quân có cái vòng này sau khi đi qua Hàm Cốc Quan để Hóa Hồ Kinh [5]
- Thất Tinh Kiếm
- Lò Bát Quái:Chuyên dùng để luyện đan ,từng được dùng để nung Tôn Ngộ Không 49 ngày Để thành tro nhưng thất bại[6]

Trong Phong Thần Diễn Nghĩa,Thái Thượng Lão Quân có những bảo bối gồm
- Thái cực đồ:Nó sở hữu sức mạnh trấn áp đất, nước, lửa, gió , sức mạnh chuyển hóa âm dương , sức mạnh thấu hiểu những bí ẩn của Thiên Đạo và khả năng bao quát vạn vật,được coi là bảo bối mạnh nhất của Lão Quân trong Phong Thần Diễn Nghĩa,  [7]
- Càn Khôn Đồ:Là một tấm vải cuộn, có thể chứa cả trời đất, bao bọc càn khôn, hội tụ linh lực của trời đất. Khi tung ra có thể triệu hồi Hoàng Cân Lực Sĩ, đem đối thủ pháp lực cao cường cuốn đi. Đây là một loại pháp bảo dùng để bắt người.[8]
- Phong Hỏa Bồ Đoàn:Bảo vật này là một tọa cụ có thần lực thu người thu vật, ẩn chứa đại đạo của Gió và Lửa, nên gọi là Phong Hỏa Bồ Đoàn, lại có thể triệu hồi Hoàng Cân Lực Sĩ. Lão Tử đã sử dụng bảo vật này hai lần: lần thứ nhất lấy đi pháp bảo cường đại của Triệt Giáo là ‘Hỗn Nguyên Kim Đấu’, lần thứ hai bắt được 1 trong Tứ đại đệ tử(4 đệ tử giỏi nhất) của Triệt giáo là Đa Bảo Đạo Nhân.”[9]
- Thiên Địa Huyền Hoàng Linh Lung Bảo Tháp:Thiên Địa Huyền Hoàng Linh Lung Bảo Tháp là một pháp bảo phòng ngự đỉnh cấp, có thể tùy theo ý niệm của người sử dụng mà hiển hóa trên đỉnh đầu, hình thành kết giới hộ thân[10]
- Ly Địa Diễm Quang Kỳ:Nó có khả năng dung hòa âm dương, đảo ngược ngũ hành , xua đuổi tà ma. [11]
- Biển Quải:Cái Gậy  của thái thượng Lão Quân được dùng trong cận Chiến [12]
- Bát Cảnh Cung Đăng:Trong đèn có một đoàn “tử sắc hỏa diễm”, gọi là “Phần Thiên Tử Hỏa”. Ngọn lửa này uy lực vô biên, tương truyền có thể thiêu trời nấu biển. Do Thái Thượng Lão Quân sở hữu nhiều bảo vật, nên chiếc đèn này cũng không nổi danh, chỉ dùng làm vật chiếu sáng khi Ngài giảng kinh thuyết pháp.[13]

## Trong văn học
Hình tượng Thái Thượng Lão Quân được biết đến trong nhiều tác phẩm như Phong thần diễn nghĩa, Tây du ký... đặc biệt là tác phẩm phim truyền hình Tây du kí 1986, theo đó ông là một vị thần tiên tối cao của Thiên đình có nhiều bảo vật cũng như phép thần thông tuy nhiên ông cũng sơ ý như để Tôn Ngộ Không ăn trộm hết linh đơn, đẩy đổ lò bát quái... và các đệ tử của ông cũng nhiều lần trốn xuống trần gian gây cản trở cho bốn thầy trò Đường Tăng.